# Steklow-Institut für Mathematik

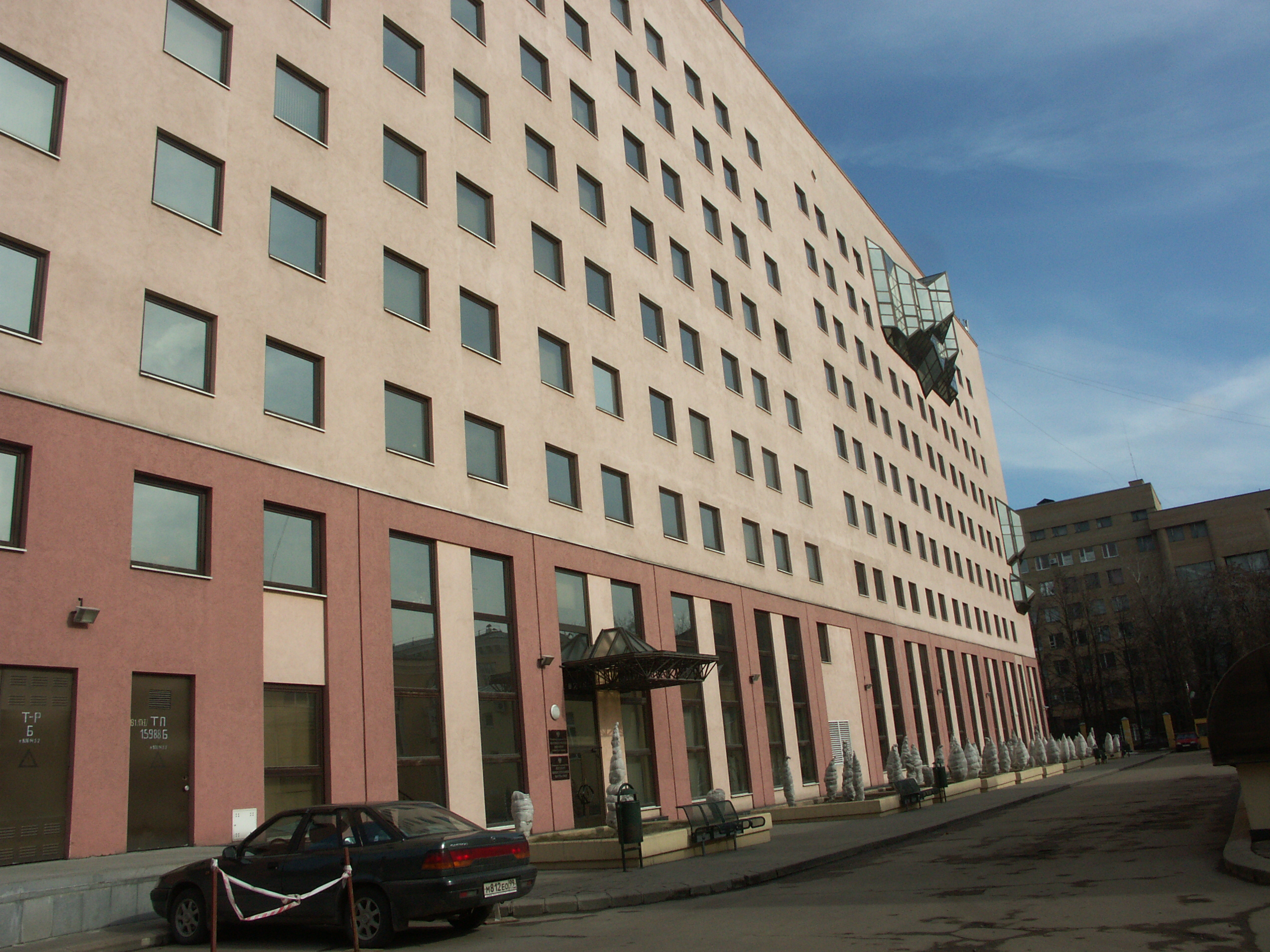
Neues Institutsgebäude in Moskau

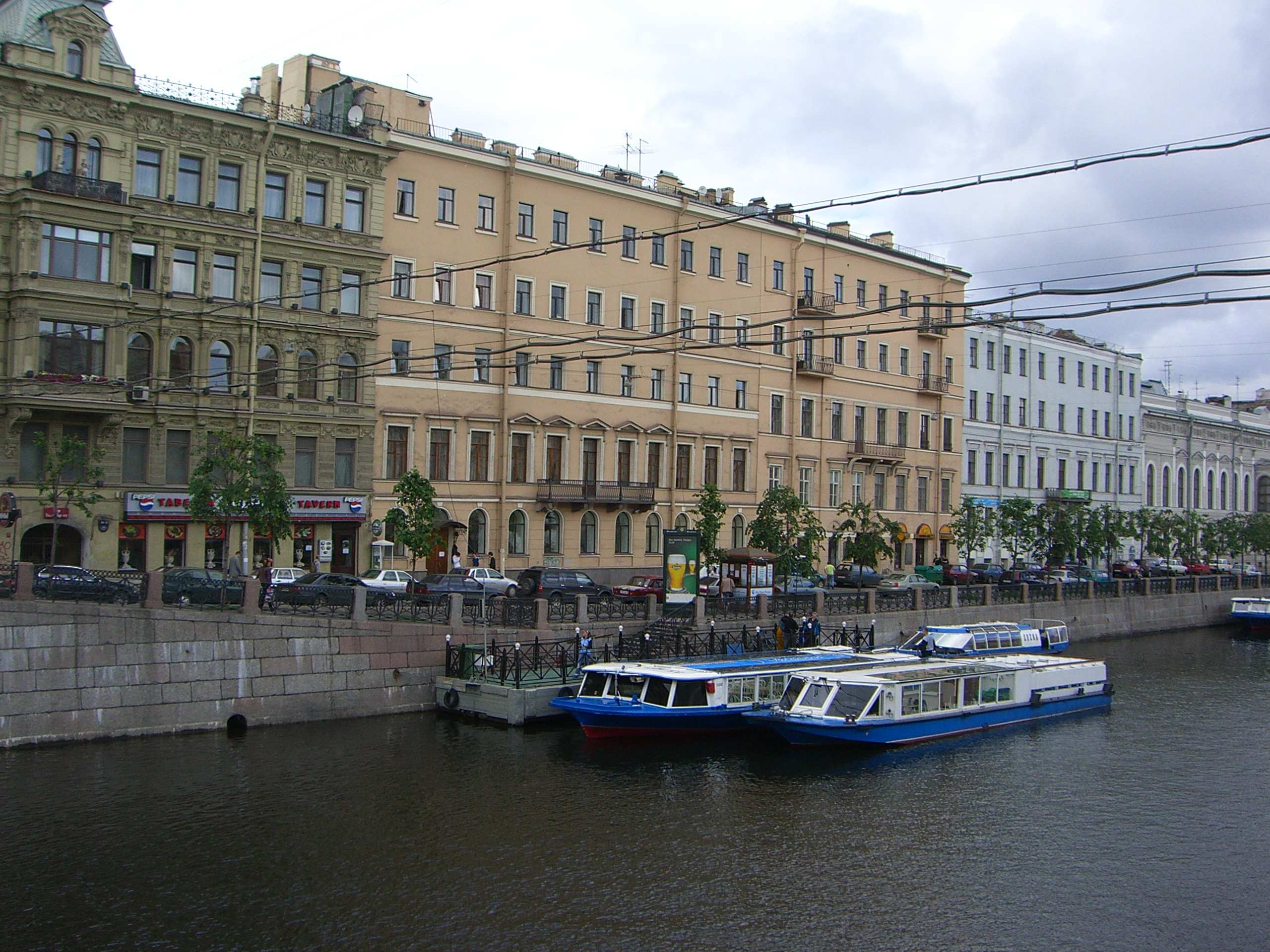
Standort in Sankt Petersburg

Das Steklow-Institut für Mathematik (russisch Математический институт им. В. А. Стеклова) ist ein auf Mathematik spezialisiertes Forschungsinstitut in Moskau und Sankt Petersburg.
Es wurde am 28. April 1934 in Leningrad gegründet und nach dem Mathematiker Wladimir Steklow benannt. 1940 übersiedelte das Institut vorwiegend aus Platzgründen nach Moskau.
Im Januar 2009 verfügte das Institut über 13 Abteilungen in verschiedenen Bereichen (Algebra, Zahlentheorie, theoretische Physik).
Das Steklow-Institut gehört zu den weltweit führenden mathematischen Grundlagenforschungsinstituten.